# Нупов Кундуз Шамахович
Нупов Кундуз Шамахович (каз. Нупов Құндыз Шамақұлы; род. 7 марта 1953 года, пос. Майка, Турковский район, Саратовская область, СССР) — казахстанский экономист, инженер, государственный и общественный деятель. Кандидат экономических наук, профессор, академик Национальной инженерной академии РК. Известен своим вкладом в развитие нефтегазовой отрасли Казахстана, а также участием в реализации крупных инфраструктурных проектов страны. 

## Биография
Родился в многодетной семье участника Великой Отечественной войны и штурма Рейхстага - Нупова Шамаха и труженицы тыла Великой Отечественной войны, обладателя «Күміс алқа» - Нуповой Райхан.

## Образование
В 1979 году окончил Саратовский политехнический институт с отличием по специальности «Инженер-экономист», являлся Ленинским стипендиатом.
В 1990 году окончил Алма-Атинскую Высшую партийную школу (ВПШ) с отличием по специальности «Государственное управление».
В 1992 году завершил профессионально-техническое обучение в Oxford Business College (Великобритания) по программе «Oil&Gas Management».

## Карьера
Начал трудовую деятельность в 1979 году в системе Министерства автотранспорта Казахской ССР в качестве руководителя службы грузовых перевозок Уральского областного автоуправления, а затем начальником автотранспортного предприятия «ТрансАгентство». В 1984 году был выдвинут на работу в партийные и государственные органы, где занимал должности инструктора областного комитета КП Казахстана и секретаря партийного комитета автоуправления КП Казахстана.
С 1986 по 1988 год работал Председателем Промышленного райисполкома города Уральска. 
В 1988 году был избран 2-м секретарем райкома КП Казахстана, а затем Председателем райисполкома в Бурлинском районе. Являлся руководителем Рабочей группы, созданной Правительством Казахстана, по привлечению и выбору стратегических инвесторов для развития Карачаганакского месторождения, расположенного в Бурлинском районе Западно-Казахстанской области РК.
С 1992 года работал в нефтегазовой отрасли РК:
- Вице-президент ГХК «КАЗАХГАЗ», советник министра энергетики и топливных ресурсов РК (1992—1998)
- Заместитель директора, и.о директора департамента нефти и газа Министерства энергетики и топливных ресурсов РК (1998—2000)
- Внештатный советник акима Западно-Казахстанской области РК (2000-2005)
- Независимый директор (Член Совета Директоров) АО «КазТрансГаз» (2008-2015)
- Генеральный директор проектно-инжиниринговой компании ТОО «КАТЭК» (с 2000 г. по н.в.)

По государственному заказу под его руководством были разработаны следующие программы: «Программа развития газовой отрасли РК до 2010 года», «Генеральный план развития нефтехимии РК до 2020 года», «Генеральная схема газификации РК до 2035 года» с региональными схемами газификации областей РК, стратегические проекты по строительству магистральных газопроводов: «Бейнеу-Шымкент» для стабилизации газоснабжения южных областей РК, «САРЫ-АРКА» для газификации северных областей РК, а также проекты по газификации городов Астана, Караганда, Темиртау, Жезказган, Кызылорда, Талдыкорган, Конаев и др.

## Научная и общественная деятельность
- Автор научных публикаций по проблемам газового баланса и газоснабжения РК
- Один из составителей Национальной энциклопедии «Казахстан», 2-й том по разделу «Газовая промышленность» (1999)
- Член корреспондент Национальной инженерной академии РК
- Академик проектной академии «KAZGOR» (г. Алматы)
- Профессор экономики Казахстанского института информационных технологий (г. Уральск)
- Член советов и комитетов при отраслевых государственных органах и общественных объединениях: НПП РК «Атамекен», Ассоциация «KAZENERGY», НТС АО «Национальная компания «QazaqGaz», НТС НАО «Международный центр зеленых технологий и инвестиционных проектов» при Министерстве экологии и природных ресурсов РК
- С 2023 года является Председателем «Союз инжиниринговых компаний РК»
- Реализует социальные и благотворительные проекты, оказывает спонсорскую помощь ветеранским организациям и поддержку общественным фондам культуры и искусства

## Награды и звания
- Орден  «Құрмет»  (2017)
- Медали «Астана» (2000), «25 лет Независимости РК» (2016), «Юбилейная медаль "20 лет Астана» (2018), «30 лет Независимости РК» (2021)
- Звания «Заслуженный работник нефтегазовой отрасли РК» (2018), «Почетный автотранспортник РК» (2015), «Почетный строитель РК» (2018)
- Звание Почетного гражданина Бурлинского, Жанибекского и Таскалинского районов Западно-Казахстанской области РК, а также Почетного ветерана Алматинской области РК
- Нагрудные знаки «Дружба народов» (1988) и «Злата Прага» (1989) за поддержку компаний из ЧССР по строительству объектов Карачаганакского комплекса в Бурлинском районе Западно-Казахстанской области РК